# Sergei Terehhov
Sergei Terehhov, né le 18 avril 1974 à Pärnu en Estonie, est un footballeur international estonien, devenu entraîneur à l'issue de sa carrière, qui évoluait au poste de milieu gauche. 

## Biographie

### Carrière de joueur
Sergei Terehhov dispute 4 matchs en Ligue des champions, pour un but inscrit, 14 matchs en Ligue Europa, pour deux buts inscrits, et deux matchs en Coupe Intertoto, pour un but inscrit,.

### Carrière internationale
Sergei Terehhov compte 94 sélections et 5 buts avec l'équipe d'Estonie entre 1997 et 2007. 
Il est convoqué pour la première fois par le sélectionneur national Teitur Thórdarson pour un match de la Coupe baltique 1997 contre la Lituanie le 9 juillet 1997 (défaite 2-1). 
Par la suite, le 4 juin 1998, il inscrit son premier but en sélection contre les îles Féroé, lors d'un match des éliminatoires de l'Euro 2000 (victoire 5-0). Il reçoit sa dernière sélection le 17 octobre 2007 contre le Monténégro (défaite 1-0).

## Palmarès
- Avec le Tallinna Sadam
  - Vainqueur de la Coupe d'Estonie en 1996 et 1997

- Avec le Flora Tallinn
  - Champion d'Estonie en 1997-98 et 1998
  - Vainqueur de la Coupe d'Estonie en 1998
  - Vainqueur de la Supercoupe d'Estonie en 1998

- Avec le Haka Valkeakoski
  - Champion de Finlande en 2004
  - Vainqueur de la Coupe de Finlande en 2002

- Avec le Nõmme Kalju
  - Champion d'Estonie en 2012